# David Hayes
David Hayes (Hartford, Connecticut, 15 de marzo de 1931 - Coventry, Connecticut, 9 de abril de 2013) fue un escultor estadounidense, conocido por haber hecho obras abstractas en acero. Sus esculturas forman parte de colecciones de museos como el MoMA y el Museo Solomon R. Guggenheim en Nueva York.

## Biografía
David Hayes recibió un A.B. de la Universidad de Notre Dame en 1953, y un grado MFA de la Universidad de Indiana en 1955, donde estudió con David Smith.
Recibió un Premio Fulbright y una Beca Guggenheim. Obtuvo la Medalla Logan de las Artes y un premio del Instituto Nacional de las Artes y las Letras. Durante su vida, tuvo 300 exposiciones y su obra está presente en 100 colecciones institucionales, incluidos los del Museo de Arte Moderno y el Museo Guggenheim de Nueva York.
En 2007, se le confirió un grado honorario de Doctor en Humanidades por Albertus Magnus College.
Residió en Coventry, Connecticut y murió de leucemia en su casa el 9 de abril de 2013.